# Hordó (tartály)

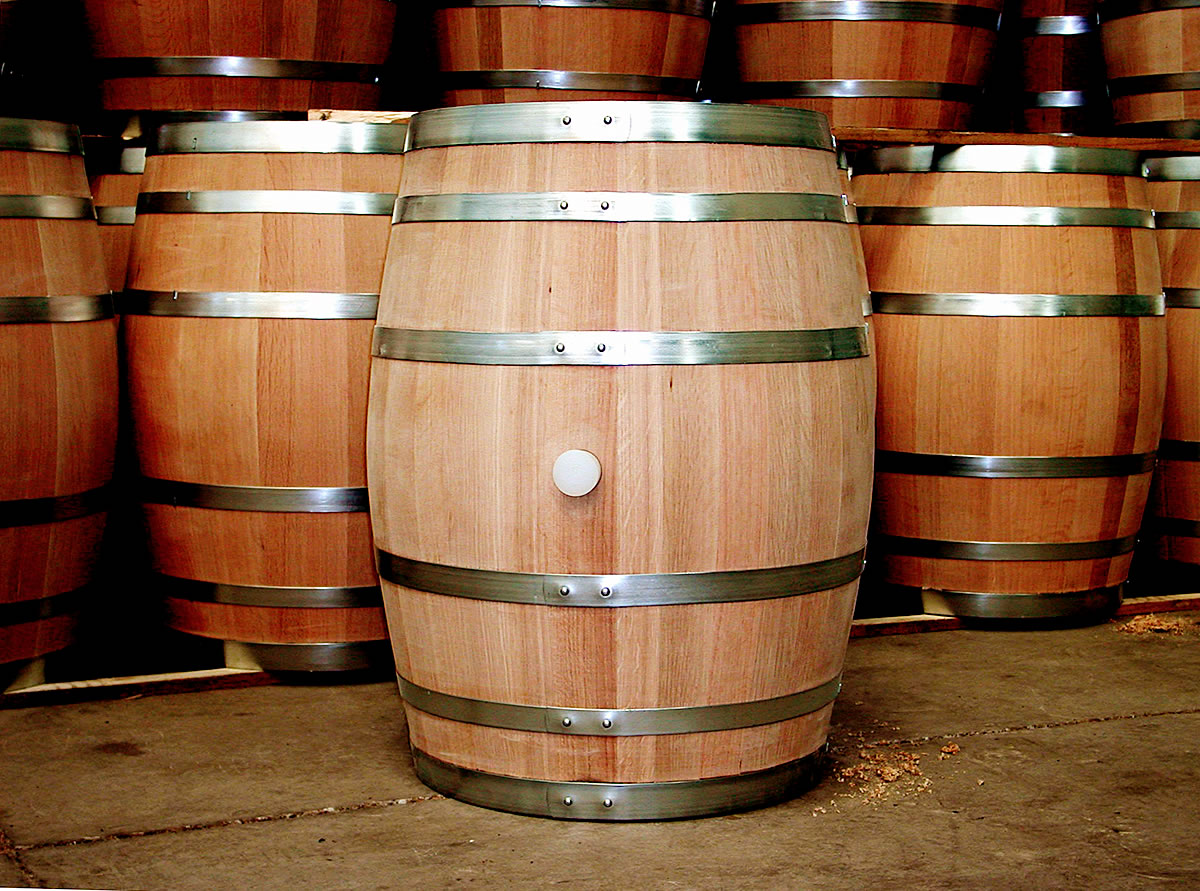
Tölgyfából készült hordók Chilében

A hordó forgásszimmetrikus (jellemzően henger alakú) tartály, mely általában  (víz, alkoholos ital, egyéb) folyadék tárolására szolgál. Anyaga legtöbbször fa, fém vagy műanyag.
A rómaiak készítettek először bor tárolására fahordót, elődeik még égetett agyag tartályokban tárolták a bort.

## Boroshordók
A boroshordó egy abroncsok által összefogott, hajlított dongákból felépülő tartály, többnyire tölgyfából készül és a bornak nagyban való eltartására használatos.
Hordó fajták:
- Normál boros hordó: 50-100 l (a Gönci hordó: 136 l)
- Barrique (barrik) hordó: 225-500 l , speciális módon kiégetett tölgyfahordó, amelynek lényege a kíméletes oxidáción alapuló borkezelés és érlelés.
- Ászok hordó: 1000-5000 l

### Készítése
A boroshordó anyaga kifogásolhatatlan kell legyen, mert különben a bor vallja kárát. A legjobb boroshordókat tölgyfából készítik, a célra kiválóak még a szelídgesztenyefából, eperfából és akácfából készült hordók is, a különböző fenyőfák azonban e célra alkalmatlanok és pedig nemcsak azért, mert likacsosságuk miatt a bor nagyon apad bennük, de azért is, mert nehezen tisztíthatók, s a bor kellemetlen fenyőfaízt vesz fel bennük. 
A hordó teljesen száraz dongákból és gondosan készül: megfelelő helyeken vannak a donga közepén az akonanyílás, s a fenéken a csaplyuk; az 5 hektoliter űrtartalomnál nagyobb hordók fenekét célszerű megfelelő nagyságú ajtócskával ellátni, melyet azután vagy faékkel vagy vaskengyelzárral szorítanak a fenékhez. Ezek felerősítésénél arra kell ügyelni, hogy szegfejek s egyáltalán vas ne kerüljön a hordó belsejébe, mert ez a bornak megtörését okozza.

### Karbantartása
Az új hordó a bor befogadására nem alkalmas, azt előbb gőzölés, forrázás stb. által meg kell tisztítani, mert különben a bor kellemetlen faízű lesz benne; még ezután is csak silányabb minőségű újbort vagy mustot töltenek bele először, mert az óborok még a legjobban megtisztított új hordóktól is mellékízt kapnak. A kiürült hordót azonnal gondosan ki kell mosni és megkénezni, mert különben a beivódott bor megvirágosodik, megecetesedik stb. s a hordó ily módon tisztátalanná válván, a belekerülő bort megrontja. Ezenfelül a hordó dohos, penészes stb. lehet, melynek íze azután a beletöltött boron is észrevehető. A hordóban a bor évenként 1,5-3,5%-ot apad, mert a dongákon átivódó bor a felületről elpárolog; azonfelül a hordóban érik a bor. Az apadás meggátlására a hordókat firnisszel szokták bekenni; igaz ugyan, hogy a bekent hordók tisztábbak maradnak, s az apadás is majdnem teljesen megszűnik, de a bekent hordóban csak nagyon lassan érik az újbor, miért is ezek csak kész óborok eltartására használhatók előnnyel. A hordók a boros pincében az ún. ászokfákra, s a pince talajától 0,5 m magasan vannak elhelyezve. Némely vidéken „egy hordó bor” elnevezés alatt bizonyos mennyiségű bort értenek.